# Eva Randová

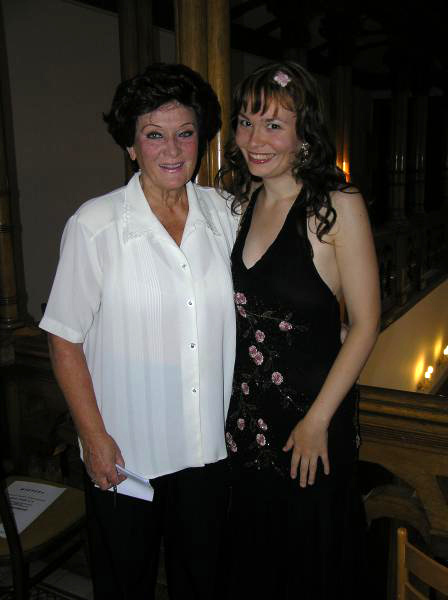
Eva Randová (mit Cornelia Lanz)

Eva Randová (* 31. Dezember 1936 in Kolín) ist eine tschechische Opern- und Kammersängerin (Mezzosopran).

## Leben
Eva Randová war in ihrer Jugend tschechische Meisterin im Schwimmen. Sie wurde zunächst Lehrerin für Sport und Mathematik, studierte dann Gesang am Prager Konservatorium.
Ihr Operndebüt gab sie 1962 in Brünn, dann folgten Engagements in Ostrava und Prag, seit 1970 ist sie Ensemblemitglied der Staatsoper Stuttgart. Bei den Bayreuther Festspielen trat sie als Fricka im Jahrhundertring unter der Regie von Patrice Chéreau auf sowie als Kundry in Parsifal von Richard Wagner. Sie war an der Deutschen Oper Berlin zu hören als Azucena in Il trovatore von Giuseppe Verdi, Laura in La Gioconda von Amilcare Ponchielli, an der Oper Köln als Klytämnestra in Elektra von Richard Strauss, Ortrud in Lohengrin von Wagner, an der Covent Garden Opera in London, der Grand Opéra Paris und an der Metropolitan Opera in New York. An der Staatsoper Wien trat sie in den 1980er Jahren in der Oper Rusalka von Antonín Dvořák sowohl in der Altpartie der Hexe als auch in der Sopranpartie der Fremden Fürstin auf.
Sie gilt als Spezialistin für das tschechische Repertoire. Für ihre Darstellung der Küsterin in der Oper Jenufa von Leoš Janáček wurde ihr in London ein Schauspielpreis verliehen. Eva Randová war von 1995 bis 1998 Intendantin der Staatsoper in Prag.

## CD-Aufnahmen
- Ortrud in "Lohengrin" von Richard Wagner (Decca)
- Küsterin in "Jenufa" von Leoš Janáček (Decca)
- Fuchs in "Das schlaue Füchslein" von Leoš Janáček (Decca)
- Hexe und Fremde Fürstin in "Rusalka" von Antonín Dvořák (Orfeo)
- Vlasta in "Šárka" von Zdeněk Fibich (Supraphon)
- Lola in Irrelohe von Franz Schreker (Sony)
- Kabanicha in Katja Kabanova von Leoš Janáček (Supraphon)
- Burya in "Jenufa" von Leoš Janáček (Erato)
- Laura in "La Gioconda" von Amilcare Ponchielli (Myto)
- 2. Sinfonie von Gustav Mahler (Supraphon)
- Glagolitische Messe von Leoš Janáček (Decca)
- Glagolitische Messe von Leoš Janáček (Supraphon)
- Arien und Szenen aus Opern von Antonín Dvořák (Panton)
- Famous Opera Arias (Supraphon)
- Placido Domingo: Covent Garden Gala Concert (EMI)

## DVD-Aufnahmen
- Kundry in "Parsifal" von Richard Wagner (Deutsche Grammophon)